# Fab Filippo
Fabrizio „Fab” Filippo (ur. 30 listopada 1974 w Toronto) – kanadyjski aktor telewizyjny i filmowy.

## Życiorys
Jako jedyne dziecko pierwszego pokolenia włoskich emigrantów, dorastał w Vancouver, mieście w zachodniej Kanadzie, w prowincji Kolumbii Brytyjskiej. Mając 13 lat po obejrzeniu filmu La Bamba (1987), został zainspirowany, by pobierać lekcje śpiewu i gry na fortepianie. Wystąpił w musicalu Grease.
Sprawdził swe możliwości jako aktor, scenarzysta i reżyser teatralny. Odniósł sukces spektaklem Waiting for Lewis na Buddies In Bad Times Theatre w Toronto. Zrealizował także przedstawienia Things are Falling Always, The Gospel Accordingly i White/Noise/Jump w renomowanym Tarragon Theater w Toronto. Wystąpił m.in. w roli Lewisa w Lato obcych (Summer of the Aliens), jako Sergino w Potęga gry (Power Play) oraz w roli Billy’ego w Stalowy pocałunek (Steel Kiss).
Został rozpoznawalny po zagraniu roli Doma Ramone w serialu Gotowy albo nie (Ready or Not, 1993) oraz jako Scott Hope w serialu Buffy: Postrach wampirów (Buffy the Vampire Slayer, 1998). Rola Toma w kinowej komedii Pod kloszem (Waydowntown, 2000) przyniosła mu nominację do kanadyjskiej nagrody w Toronto. Powrócił jednak na srebrny ekran w serialach; jako skrzypek Ethan Gold w Queer as Folk (2002-2003) i prawnik Sam Caponelli w Fakturowane godziny (Billable Hours, 2006).

## Filmografia

### Filmy fabularne
- 1992: Bal maturalny IV: Ocal nas od zła (Prom Night IV: Deliver Us from Evil) jako Jonathan
- 1994: Against Their Will: Women in Prison (TV) jako Jason
- 1995: Canadian Bacon jako Candy Striper przy kanadyjskim szpitalu
- 1996: Rapsodia Liszta (Liszt's Rhapsody, TV) jako Janka
- 1998: Reunited jako Bo Bruener
- 1998: Hollyweird (TV) jako Charlie
- 1999: Zanim do tego dojdzie (The Life Before This) jako Michael
- 2000: Pod kloszem (Waydowntown) jako Tom
- 2003: Hollywood North jako Frankie Candido
- 2004: The Human Kazoo jako dorosły Anthony
- 2004: Rodzina Innocente (Lives of the Saints, TV) jako Vittorio Innocente
- 2005: Życie to praca (Love Is Work) jako Victor
- 2006: Couldn't Be Happier jako Ed

### Seriale TV
- 1990: Rin Tin Tin: Gliniarz K-9 (Katts and Dog)
- 1993: Street Legal jako Francisco Mendez
- 1993: Gotowy albo nie (Ready or Not) jako Dom Ramone
- 1993: Beyond Reality
- 1994: Due South jako Lenny Milano
- 1994: The Mighty Jungle jako Brian
- 1994: Are You Afraid of the Dark? jako Johnny
- 1995: TekWar jako Fab
- 1996: Dangerous Minds (ABC) jako Justin
- 1996: Lush Life (FOX) jako Hamilton Ford Foster
- 1996: Flash Forward jako Zach Anderson
- 1996: The Drive jako Ted
- 1996: Radiant City (ABC) jako Johnny
- 1997: Cracker (ABC) jako Frank
- 1998: Buffy: Postrach wampirów (Buffy the Vampire Slayer) jako Scott Hope
- 1998: Mroczne dziedzictwo (Poltergeist: The Legacy) jako Ethan Adams
- 1999: Undressed jako Michael
- 1999: Powrót do Providence (Providence, NBC) jako Marcello
- 1999: Akcja (Action, TV-FOX) jako Holden Van Dorn
- 2000-2001: Poziom 9 (Level 9) jako Roland Travis
- 2002-2003: Queer as Folk jako Ethan Gold
- 2005: Puppets Who Kill jako Rodney
- 2005: Tilt jako Dean Whitmark
- 2005: Delilah & Julius (animowany) jako Julius (głos)
- 2006: Fakturowane godziny (Billable Hours) jako Sam Caponelli
- 2009-2010: Być jak Erica jako Seth Newman